# Стандард (Іллінойс)
Стандард (англ. Standard) — селище (англ. village) в США, в окрузі Патнем штату Іллінойс. Населення — 225 осіб (2020).

## Географія
Стандард розташований за координатами 41°15′20″ пн. ш. 89°10′54″ зх. д. / 41.25556° пн. ш. 89.18167° зх. д. (41.255502, -89.181731).  За даними Бюро перепису населення США в 2010 році селище мало площу 1,80 км², уся площа — суходіл.

## Демографія
Згідно з переписом 2010 року, у селищі мешкало 220 осіб у 109 домогосподарствах у складі 58 родин. Густота населення становила 122 особи/км².  Було 118 помешкань (65/км²).
Расовий склад населення:
| - 97,7 % — білих - 1,4 % — чорних або афроамериканців - 0,5 % — азіатів |

До двох чи більше рас належало 0,5 %. Частка іспаномовних становила 0,9 % від усіх жителів.
За віковим діапазоном населення розподілялося таким чином: 20,0 % — особи молодші 18 років, 56,4 % — особи у віці 18—64 років, 23,6 % — особи у віці 65 років та старші. Медіана віку мешканця становила 44,5 року. На 100 осіб жіночої статі у селищі припадало 94,7 чоловіків;  на 100 жінок у віці від 18 років та старших — 95,6 чоловіків також старших 18 років.
Середній дохід на одне домашнє господарство  становив 56 619 доларів США (медіана — 39 250), а середній дохід на одну сім'ю — 89 935 доларів (медіана — 73 750). За межею бідності перебувало 8,2 % осіб, у тому числі 1,7 % дітей у віці до 18 років та 16,7 % осіб у віці 65 років та старших.
Цивільне працевлаштоване населення становило 119 осіб. Основні галузі зайнятості: роздрібна торгівля — 31,1 %, виробництво — 18,5 %, оптова торгівля — 9,2 %, освіта, охорона здоров'я та соціальна допомога — 9,2 %.